# Zarhopaloides auricaput
Zarhopaloides auricaput är en stekelart som först beskrevs av Girault 1923.  Zarhopaloides auricaput ingår i släktet Zarhopaloides och familjen sköldlussteklar. Inga underarter finns listade i Catalogue of Life.